# Jacques-Claude Dugué d'Assé
Cet article possède un paronyme, voir Jacques Dugué.
Pour les articles homonymes, voir Dugué.
Jacques-Claude Dugué d'Assé, né le 17 mai 1749 à Condeau où il est mort le 29 novembre 1830, est un homme politique français.

## Biographie
En septembre 1792, alors qu'il est administrateur de l'Orne, Jacques-Claude Dugué d'Assé est élu député du département, le septième sur dix, à la Convention nationale.  
Il siège sur les bancs de la Gironde. Lors du procès de Louis XVI, il vote la détention et le bannissement à la paix et se prononce en faveur de l'appel au peuple et du sursis à l'exécution. En avril 1793, il vote en faveur de la mise en accusation de Jean-Paul Marat. En mai de la même année, il vote en faveur du rétablissement de la Commission des Douze. En octobre, sur motion d'Amar, membre du Comité de Sûreté générale, lui et les soixante-douze signataires de la protestation contre les journées du 31 mai et du 2 juin sont décrétés d'arrestation. Ils sont libérés et réintégrés à leur poste en frimaire an III (décembre 1794). 
Un an plus tard, il est réélu au Conseil des Anciens par l'Orne, par 83 voix sur 205 votants. Il n'a pas une grande activité dans cette assemblée, intervenant surtout sur des questions touchant à la sécurité publique.
Dugué quitte la vie politique à la fin du Directoire. Il réapparaît toutefois brièvement lors des Cent-Jours, lorsque Napoléon Ier le nomme sous-préfet à Mortagne le 16 mai 1815.
Révoqué par Louis XVIII, Dugué retourne à sa profession d'avocat. Un jour, sa fougue le fait interrompre en pleine plaidoirie par le président du tribunal : « Maître Dugué, nous ne sommes pas ici à la Convention ! » Ce à quoi l'ancien conventionnel répond: « Je le crois foutre bien, sinon, il y a longtemps que tu serais dans le trou ! »
Il meurt à l'âge de 81 ans.

## Sources
- « Jacques-Claude Dugué d'Assé », dans Adolphe Robert et Gaston Cougny, Dictionnaire des parlementaires français, Edgar Bourloton, 1889-1891 [détail de l’édition]